# Anachalcos aurescens
Anachalcos aurescens är en skalbaggsart som beskrevs av Bates 1888. Anachalcos aurescens ingår i släktet Anachalcos och familjen bladhorningar. Inga underarter finns listade i Catalogue of Life.